# Museo del Gobierno y Galería de Arte

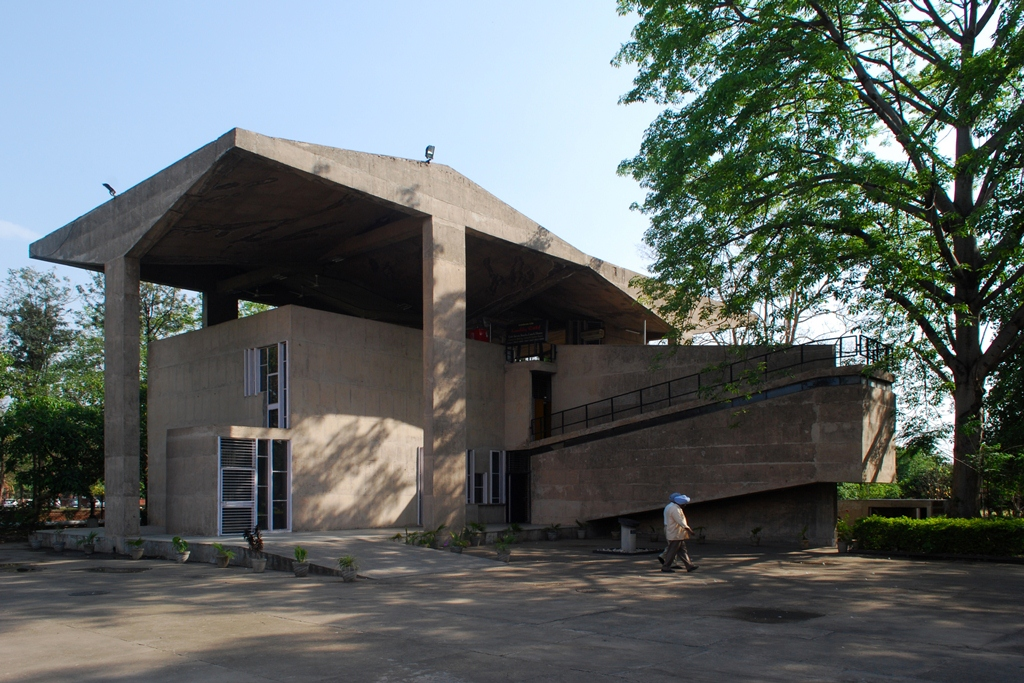
Museo de Arquitectura.

El Museo del Gobierno y Galería de Arte (en inglés Government Museum and Art Gallery) es un museo de arte inaugurado en 1967. Su sede es un edificio de estilo moderno diseñado por el arquitecto suizo Le Corbusier en la ciudad de Chandigarh, al norte de India. 

## Historia
Fue construido siguiendo el diseño del arquitecto suizo Le Corbusier, quien es a su vez el autor en Chandigarh del Museo Sanskar Kendra y de edicios gubernamentales como la Asamblea, el Secretariado o la Gobernación. Fue inaugurado el 6 de mayo de 1968. Alberga un ala del edificio del Natural History Museum y el City Museum.

## Arquitectura
El Museo del Gobierno y Galería de Arte alberga semajanzas con otros edificios del autor, como el Museo de Ahmedabad, en la ciudad de Ahmedabad, al occidente de India, de 1968, y de un año más tarde el Museo Nacional de Arte Occidental, en Tokio, la capital de Japón.

## Exposición
El museo cuenta con unos 10.000 objetos, entre ellos 627 esculturas de Gandhâra, unas 4.000 pinturas miniatura 200 esculturas medievales.